# 설동호
설동호(薛東浩, 1950년 11월 21일~)은 대한민국의 정치
인, 교사, 대학교수이다. 제9·10·11대 대전광역시교육감이다.
혈액형은 A형이고 1972년 3월 1일~1977년 2월 28일까지 육군 하사로 복무했다.

## 경력
- 1972년~1977년: 대전화정초등학교 교사
- 1981년~1985년: 대전대성고등학교 교사
- 대전산업대학교 인문사회과학부 전임강사
- 대전산업대학교 외국어학부 영어전공 교수
- 1988년: 한밭대학교 외국어학부 영어전공 교수
- 1999년~2014년: 한밭대학교 교수
- 한밭대학교 교수협의회 회장
- 전국 국공립대학교 교수협의회 부회장
- 2002년 7월~2010년 7월: 제 4·5대 한밭대학교 총장
- 2014년 7월~: 제9·10·11대 대전광역시교육감

## 학력
- 봉산초등학교
- 면천중학교
- 보문고등학교
- 공주교육대학교
- 한남대학교
- 한남대학교 대학원
- 충남대학교 대학원 영어영문학과 문학박사

## 역대 선거 결과
|  | 31.42% |

|  | 52.99% |

|  | 41.50% |